# George Washington Cable
George Washington Cable (ur. 12 października 1844 w Nowym Orleanie, zm. 31 stycznia 1925 w Saint Petersburgu na Florydzie) – amerykański pisarz.
Sławę przyniosła mu powieść The Grandissimes (1880) i tom opowiadań Old Creole Days (1879) traktujące o życiu Kreolów z dorzecza Missisipi. Obok Marka Twaina był jednym z czołowych pisarzy literatury tzw. kolorytu lokalnego (local color movement). Uczestniczył w wojnie secesyjnej 1861-1865 po stronie Konfederacji, później stał się orędownikiem praw Murzynów i zwolennikiem reform społecznych, czemu dał wyraz m.in. w esejach zamieszczonych w tomach The Silent South (1885) i The Negro Question (1888). Ponadto zapisywał muzykę niewolników i Kreolów, co przyczyniło się do rozwoju jazzu.

## Twórczość
- Old Creole Days (1879)
- The Grandissimes: A Story of Creole Life (1880)
- Madame Delphine (1881)
- Dr. Sevier (1882)
- The Creoles of Louisiana (1884)
- Bonaventure (1888)
- The Silent South (1889)
- The Negro Question (1890)
- Strange True Stories of Louisiana (1890)
- The Busy Man's Bible and How to Study and Teach It (1891)
- A Memory of Roswell Smith (1892)
- Famous Adventures and Prison Escapes of the Civil War (1893)
- John March, Southerner (1894)
- Strong Hearts (1899)
- The Cavalier (1901)
- Bylow Hill (1902)
- Kincaid's Battery (1908)
- Possen Jone' and Pere Raphael (1909)
- The Amateur Garden (1914)
- Gideon's Band (1914)
- The Flower of the Chapdelaines (1917)
- Lovers of Louisiana (1918)